# بورتسموث (نيوهامشير)
بورتسموث (بالإنجليزية: Portsmouth, New Hampshire)‏ هي مدينة تقع في الولايات المتحدة في Rockingham County. يقدر عدد سكانها بـ 21,233 نسمة ومساحتها 43.5 كم2 وترتفع عن سطح البحر 6 متر.

## التركيبة السكانية
حدّد مكتب تعداد الولايات المتحدة بيانات التركيبة السكانية لبورتسموث في تعداد الولايات المتحدة. في ما يلي، التركيبة السكانية حسب تعدادي 2000 و2010.

### تعداد عام 2000
بلغ عدد سكان بورتسموث 20,784 نسمة بحسب تعداد عام 2000، وبلغ عدد الأسر 9,875 أسرة وعدد العائلات 4,862 عائلة مقيمة في المدينة. في حين سجلت الكثافة السكانية 477 نسمة لكل كيلومتر مربع (1,235.4/ميل2). وبلغ عدد الوحدات السكنية 10,186 وحدة بمتوسط كثافة قدره 233.8 لكل كيلومتر مربع (605.5/ميل2).
وتوزع التركيب العرقي للمدينة بنسبة 93.55% من البيض و2.13% من الأمريكيين الأفارقة و0.21% من الأمريكيين الأصليين و2.44% من الأمريكيين ذوي الأصول الآسيوية و0.02% من سكان جزر المحيط الهادئ و0.28% من الأعراق الأخرى و1.36% من عرقين مختلطين أو أكثر و1.35% من الهسبانيون أو اللاتينيون من أي عرق.
بلغ عدد الأسر 9,875 أسرة كانت نسبة 21.3% منها لديها أطفال تحت سن الثامنة عشر تعيش معهم، وبلغت نسبة الأزواج القاطنين مع بعضهم البعض 37.8% من أصل المجموع الكلي للأسر، ونسبة 8.6% من الأسر كان لديها معيلات من الإناث دون وجود شريك، بينما كانت نسبة 2.9% من الأسر لديها معيلون من الذكور دون وجود شريكة وكانت نسبة 50.8% من غير العائلات. تألفت نسبة 38.9% من أصل جميع الأسر من عدة أفراد يعيشون في نفس المنزل ونسبة 11.5% كانت تتألف من شخص يعيش بمفرده يبلغ من العمر 65 عاماً أو أكثر. وبلغ متوسط حجم الأسرة المعيشية 2.04، أما متوسط حجم العائلات فبلغ 2.75.
بلغ العمر الوسطي للسكان 38.5 عاماً. وكانت نسبة 17% من القاطنين تحت سن الثامنة عشر، وكانت نسبة 6.9% بين الثامنة عشر والرابعة والعشرين عاماً، ونسبة 35.7% كانت واقعةً في الفئة العمرية ما بين الخامسة والعشرين والرابعة والأربعين عاماً، ونسبة 23% كانت ما بين الخامسة والأربعين والرابعة والستين، ونسبة 14.6% كانت ضمن فئة الخامسة والستين عاماً فما فوق. يوجد لكل 100 أنثى 95.1 ذكر، ويوجد لكل 100 أنثى في الثامنة عشر من عمرها فما فوق 92.6 ذكر.
بلغ متوسط دخل الأسرة في المدينة 45,195 دولارًا، أما متوسط دخل العائلة فبلغ 59,630 دولارًا. وكان متوسط دخل الذكور 41,966 دولارًا مقابل 29,024 دولارًا للإناث. وسجل دخل الفرد الخاص بالمدينة 27,540 دولارًا. وكانت نسبة 6.4% من العائلات ونسبة 9.3% من السكان تحت خط الفقر، وكان من هؤلاء نسبة 15.2% تحت سن الثامنة عشر ونسبة 8.4% في الخامسة والستين من العمر وما فوق.

### تعداد عام 2010
بلغ عدد سكان بورتسموث 20,779 نسمة بحسب تعداد عام 2010، وبلغ عدد الأسر 10,014 أسرة وعدد العائلات 4,736 عائلة مقيمة في المدينة. في حين سجلت الكثافة السكانية 476.9 نسمة لكل كيلومتر مربع (1,235.2/ميل2). وبلغ عدد الوحدات السكنية 10,625 وحدة بمتوسط كثافة قدره 243.9 لكل كيلومتر مربع (631.7/ميل2).
وتوزع التركيب العرقي للمدينة بنسبة 91.52% من البيض و1.73% من الأمريكيين الأفارقة و0.22% من الأمريكيين الأصليين و3.46% من الأمريكيين ذوي الأصول الآسيوية و0.03% من سكان جزر المحيط الهادئ و0.74% من الأعراق الأخرى و2.31% من عرقين مختلطين أو أكثر و2.76% من الهسبانيون أو اللاتينيون من أي عرق.
بلغ عدد الأسر 10,014 أسرة كانت نسبة 20.2% منها لديها أطفال تحت سن الثامنة عشر تعيش معهم، وبلغت نسبة الأزواج القاطنين مع بعضهم البعض 35.5% من أصل المجموع الكلي للأسر، ونسبة 8.3% من الأسر كان لديها معيلات من الإناث دون وجود شريك، بينما كانت نسبة 3.5% من الأسر لديها معيلون من الذكور دون وجود شريكة وكانت نسبة 52.7% من غير العائلات. تألفت نسبة 39.2% من أصل جميع الأسر من عدة أفراد يعيشون في نفس المنزل ونسبة 11.8% كانت تتألف من شخص يعيش بمفرده يبلغ من العمر 65 عاماً أو أكثر. وبلغ متوسط حجم الأسرة المعيشية 2.03، أما متوسط حجم العائلات فبلغ 2.75.
بلغ العمر الوسطي للسكان 40.3 عاماً. وكانت نسبة 16.6% من القاطنين تحت سن الثامنة عشر، وكانت نسبة 7.6% بين الثامنة عشر والرابعة والعشرين عاماً، ونسبة 32.2% كانت واقعةً في الفئة العمرية ما بين الخامسة والعشرين والرابعة والأربعين عاماً، ونسبة 27.6% كانت ما بين الخامسة والأربعين والرابعة والستين، ونسبة 15.9% كانت ضمن فئة الخامسة والستين عاماً فما فوق. وتوزع التركيب الجنسي للسكان بنسبة 48.5% ذكور و51.5% إناث.

## المدن التوأمة
مدن Carrickfergus، نيتشينان، ميازاكي، بارنو وسفرودفنسك هي مدن توأمة لـبورتسموث (نيوهامشير).

## أعلام
- هنري تي مايو
- بروك أستور
- ديفيد فاراغوت
- إليانور هالويل أبوت
- ليفي وودبري
- روني جيمس ديو
- فيتز جون بورتر
- إرنست كينغ
- توماس بايلي ألدريش
- إليوت كويس